# Spyro 2: Gateway to Glimmer
Spyro 2: Gateway to Glimmer, conosciuto in Nordamerica con il nome Spyro 2: Ripto's Rage! (in italiano La furia di Ripto) e in Giappone come Spyro × Sparx: Tondemo Tours (スパイロ × スパークス トンでもツアーズ?, Supairo × Supākusu Tondemo Tsuāzu), è un videogioco a piattaforme per PlayStation sviluppato da Insomniac Games e pubblicato da Sony Computer Entertainment, secondo capitolo della saga di Spyro the Dragon.
Il videogioco è uscito nel Nordamerica il 2 novembre 1999, in Europa il 5 novembre 1999 e in Giappone il 16 marzo 2000. Successivamente, è stato pubblicato anche su PlayStation Network il 26 luglio 2007; in Europa, tuttavia, il gioco è stato ritirato pochi giorni dopo la pubblicazione. Dal 12 dicembre 2012, Spyro 2 è tornato disponibile nel PlayStation Network, ma solo in lingua originale.
Un remake del gioco è incluso, insieme al suo prequel e al suo sequel, nella raccolta intitolata Spyro: Reignited Trilogy, pubblicata per PlayStation 4 e Xbox One il 13 novembre 2018 e il 3 settembre 2019 per Nintendo Switch e Microsoft Windows.

## Trama
Il gioco ha inizio subito dopo gli eventi del primo capitolo. La fantastica terra di Avalar è composta da tre Regni: Foresta d'estate, Pianure d'autunno e Tundra d'inverno.
Ad Avalar, il Professore, Hunter e il fauno Elora stanno perfezionando un particolare portale, in grado di trasportarli nel tempo. Hunter, nel collaudarlo, immette nelle coordinate di viaggio la sua data di nascita, 22475 (traducibile come 22 aprile 1975 o 24 febbraio 1975), ma a causa di un errore di digitazione, dal portale sbucano il malvagio mago Ripto e i suoi scagnozzi, i dinosauri Crush e Gulp, che iniziano a terrorizzare Avalar. I tre ideano allora un piano per sbarazzarsi di lui: decidono di chiamare in aiuto un drago, Spyro, perché li liberi dal tiranno.
Nel frattempo, una settimana dopo, nel Regno dei Draghi è tornata la pace. Dopo aver sconfitto Nasty Norc nel primo episodio, Spyro si gode un periodo di relax. Poiché, però, da qualche tempo piove molto e non c'è più il sole, il draghetto viola decide di andare in vacanza alle Spiagge del Drago tramite un portale. Ma il destino vuole che Spyro venga trasferito ad Avalar, dopo aver ricevuto la richiesta d'aiuto del Professore, che resiste insieme ad Elora e a Hunter. Al draghetto viola viene richiesto di salvare Avalar e scacciare Ripto recuperando i quattordici talismani e le sfere che alimentavano il super portale, cercando anche di rappacificare alcuni abitanti di Avalar che Ripto ha rivolto uno contro l'altro.

## Modalità di gioco
Spyro si muove fra i mondi attraverso portali, raccogliendo gemme e sconfiggendo nemici. A seconda della grandezza o dei sistemi difensivi del nemico, Spyro potrà incenerirlo oppure caricarlo. All'interno di ogni regno si trovano un diverso numero di livelli, un circuito e un'arena, dove Ripto o i suoi scagnozzi stanno aspettando Spyro.
Il giocatore controlla dunque il drago, come nel videogioco precedente. I comandi e gli attacchi sono simili a quelli del capitolo precedente, anche se Spyro non può più rotolarsi lateralmente. Nel corso del gioco vengono introdotte la nuotata, l'arrampicata e il colpo di testa, abilità sbloccate dopo il pagamento di una certa somma di gemme a Riccone.
Durante il gioco, Spyro può ottenere 16 punti abilità, spesso in forma di una vita extra, ottenibili portando a termine alcuni obiettivi secondari nascosti in certi livelli del gioco. Una volta ottenuti tutti, è possibile sbloccare l'epilogo del gioco, grazie al quale si viene a conoscenza del destino di alcuni personaggi.

## Personaggi

### Protagonisti e alleati
- Spyro: un drago viola, protagonista del gioco.
- Sparx: la libellula di Spyro, sua principale protettrice.
- Zoe: una fata che dispensa utili consigli e salva i progressi di Spyro durante la sua avventura.
- Hunter: un maldestro ghepardo, abile nello scoccare frecce, al fianco di Spyro in diverse missioni del gioco.
- Professore: una talpa scienziato che si occupa, fra le altre cose, di esperimenti di teletrasporto.
- Elora: un fauno di Avalar, una delle guide di Spyro attraverso le varie regioni.

### Antagonisti
- Ripto: uno stregone di bassa statura che ha conquistato e posto sotto la propria tirannia Avalar. Spyro deve affrontarlo nella Tundra d'inverno.
- Crush: primo scagnozzo di Ripto, è un dinosauro bipede di colore azzurro dotato di scarsa intelligenza, posto a capo della Foresta d'estate.
- Gulp: secondo scagnozzo di Ripto, è un dinosauro quadrupede di colore verde dotato di scarsa intelligenza, posto a capo delle Pianure d'autunno.
- Riccone: un orso attaccato ai soldi, pronto a mettere i bastoni tra le ruote a Spyro qualora non paghi la somma di gemme da lui richiesta.

## Oggetti da recuperare

### Gemme
Per le gemme non vengono introdotte novità rispetto al primo capitolo, fatta eccezione per l'utilizzo delle stesse per sbloccare alcune abilità o accedere ad alcune aree tramite l'opera di Riccone.

### Talismani
Al termine di ogni livello secondario dei primi due Regni di Avalar, Spyro ottiene dei talismani magici caratteristici di quel livello.

### Sfere
Dopo aver portato a termine svariati incarichi assegnatigli dagli abitanti di Avalar, Spyro ottiene delle sfere verdi circondate da due anelli dorati.

### Chiavi
Le chiavi sono oggetti utili per aprire i forzieri o per avere accesso ad aree dei livelli prima inaccessibili. Talvolta le chiavi sono custodite dai ladri, oppure sono semplicemente nascoste nei livelli. 

### Altri oggetti
Nel corso dell'avventura, Spyro deve raccogliere svariate tipologie di oggetti per accontentare le richieste degli abitanti di Avalar. Questi oggetti possono essere sparsi per il livello oppure all'interno di un circuito. Dopo aver raccolto tutti gli oggetti in seguito ad una particolare richiesta, il draghetto può ottenere una sfera.

## Doppiaggio
Nessun membro del cast originale del primo episodio è tornato a dare la sua voce in questo sequel.
| Personaggio | Doppiatore originale | Doppiatore italiano |
| ----------- | -------------------- | ------------------- |
| Spyro       | Tom Kenny            | Alessandro Ricci    |
| Sparx       | (non doppiato)       | (non doppiato)      |
| Elora       | Melissa Disney       | Jessica Giuffrè     |
| Professore  | Tom Kenny            | Angelo Cola         |
| Hunter      | Gregg Berger         | Andrea Piovan       |
| Riccone     | Marcelo Tubert       | Alessandro Ricci    |
| Zoe         | Mary Linda Phillips  | Luciana Izzi        |
| Ripto       | Gregg Berger         | Alessandro Ricci    |

## Colonna sonora
La colonna sonora è stata composta da Stewart Copeland, batterista del gruppo rock britannico The Police. La colonna sonora è diventata talmente iconica che nel remake del 2018 è stata inserita la possibilità di giocare ascoltando la colonna sonora composta per il gioco della Playstation 1, in alternativa alle musiche dinamiche riadattate in occasione del remake.

## Remake
Il 13 novembre 2018 è stato pubblicato per PlayStation 4 e Xbox One (e il 3 settembre 2019 su Nintendo Switch e PC) un remake del gioco, del suo prequel e del suo sequel, chiamato Spyro: Reignited Trilogy.